# فهد الکلدی
فهد الکلدی (انگلیسی: Fahad Al-Keldi؛ زادهٔ ۱۲ ژانویهٔ ۱۹۹۸) یک ورزشکار است.